# Холоденко, Лиза
Ли́за Холоде́нко (англ. Lisa Cholodenko; род. 5 июня 1964, Лос-Анджелес) — американский кинорежиссёр и сценарист.

## Биография
Лиза Холоденко выросла в долине Сан-Фернандо, пригороде Лос-Анджелеса, в еврейской семье с корнями с Украины. Училась в университете штата в Сан-Франциско. Работала помощником редактора в фильмах Boyz 'N the Hood (1991) и Used People (1992). Поступила в киношколу Колумбийского университета, где училась у Милоша Формана. Во время учёбы сняла два короткометражных фильма Souvenir (1994) и Dinner Party (1996). В 1998 году сняла свой первый полнометражный фильм «Высокое искусство», который был высоко оценен критикой. Была режиссёром популярных телесериалов: «Убойный отдел», «Клиент всегда мёртв» и «Секс в другом городе».
В 2010 на экраны вышел фильм «Детки в порядке», в котором она выступила как режиссёр и сосценарист. Фильм получил «Золотой глобус» в номинации «Лучший фильм — комедия или мюзикл» и был номинирован на «Оскар» в категории «Лучший фильм».

### Личная жизнь
Холоденко — открытая лесбиянка, совершила камин-аут в 11 классе. Состоит в отношениях с гитаристкой Венди Мелвойн (Wendy Melvoin). У пары есть сын, Калдер, которого Холоденко родила от анонимного донора спермы.

## Фильмография
| Год  |   | Русское название     | Оригинальное название        | Роль                |
| ---- | - | -------------------- | ---------------------------- | ------------------- |
| 1994 | ф | Souvenir             | Souvenir                     | Режиссёр, сценарист |
| 1997 | ф | Dinner Party         | Dinner Party                 | Режиссёр, сценарист |
| 1998 | ф | Высокое искусство    | High Art                     | Режиссёр, сценарист |
| 1999 | с | Убойный отдел        | Homicide: Life on the Street | Режиссёр            |
| 2001 | с | Клиент всегда мёртв  | Six Feet Under               | Режиссёр            |
| 2002 | ф | Лорел Каньон         | Laurel Canyon                | Режиссёр, сценарист |
| 2004 | ф | Пещерный человек     | Cavedweller                  | Режиссёр            |
| 2005 | с | Секс в другом городе | The L Word                   | Режиссёр            |
| 2010 | ф | Детки в порядке      | The Kids Are All Right       | Режиссёр, сценарист |
| 2014 | с | Что знает Оливия?    | Olive Kitteridge             | Режиссёр            |
| 2019 | с | Невозможно поверить  | Unbelievable                 | Режиссёр            |